# Berkeley, Ontario
Berkeley este o localitate din Chatsworth, Județul Grey, Ontario, Canada.